# Andrzej Kuśniewicz

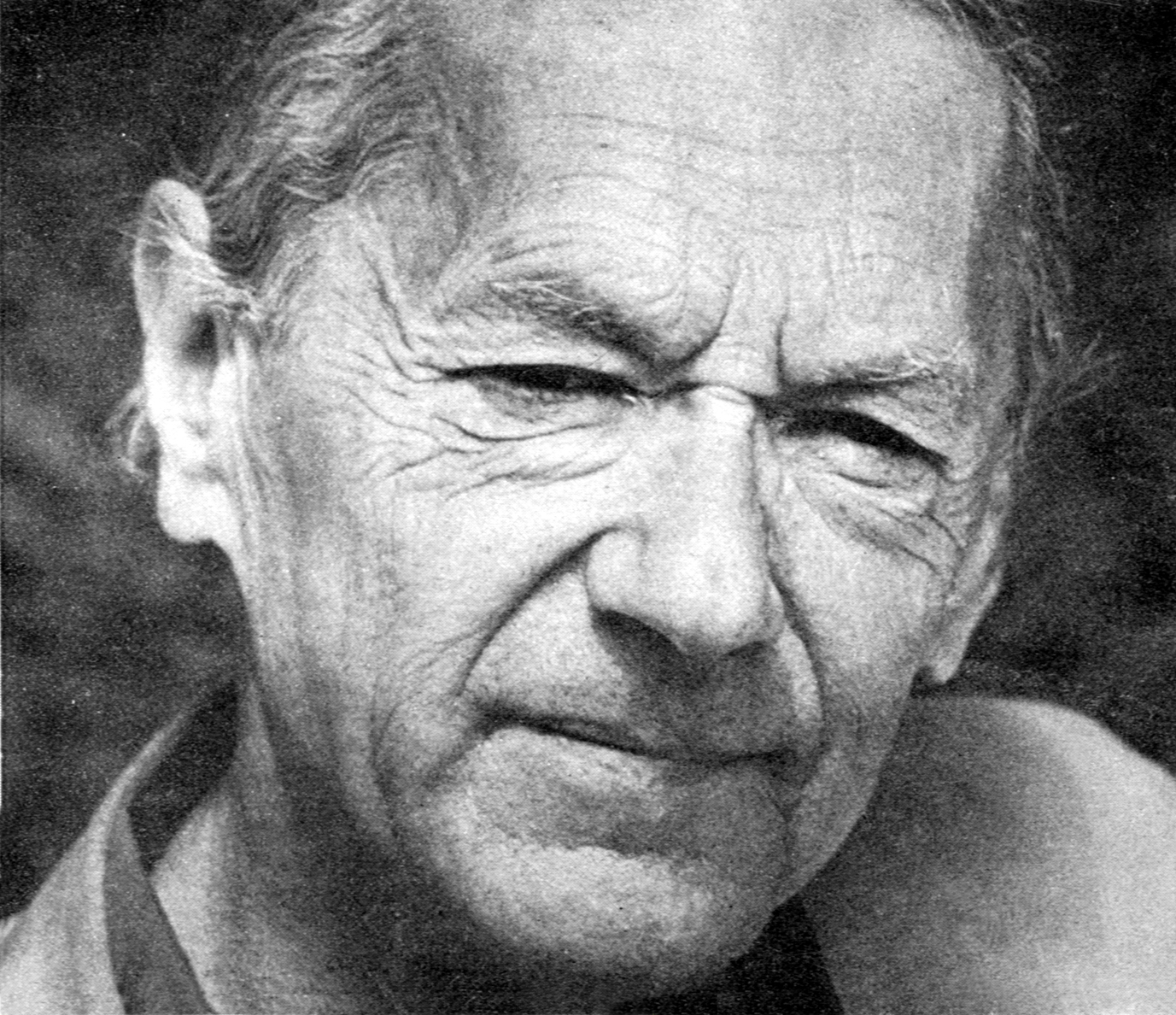
Andrzej Kuśniewicz

Andrzej Kuśniewicz (* 30. November 1904 in Kowenice bei Sambor (Galizien); † 15. Mai 1993 in Warschau) war ein polnischer Schriftsteller, Dichter und Diplomat.
Kuśniewicz studierte an der Krakauer Akademie der Bildenden Künste und an der Jagiellonischen Universität. 1925 bis 1928 bereiste er Europa als Vertreter einer Automobilfirma. Danach war er im konsularischen Dienst Polens in der Tschechoslowakei und Frankreich tätig. Während des Krieges schloss er sich der französischen Résistance an, wurde verhaftet, zum Tode verurteilt, überlebte in den Konzentrationslagern Fresnes, Neue Bremm und Mauthausen. Nach dem Krieg war er wieder im konsularischen Dienst aktiv. 1950 kehrte er nach Polen heim und widmete sich der Literatur.
Er war zweimal verheiratet: mit der Tänzerin und Schriftstellerin Maria Ukniewska (1907–1962) und mit der Satirikerin Anna Lechicka (1918–2002).
Die Handlung einiger seiner Romane spielt in ostgalizischen Kleinstädten vor 1918. Kuśniewicz gelang es, die Atmosphäre des damaligen Galiziens nostalgisch und suggestiv zu beschreiben.
Sein Roman „Lekcja martwego języka“ (Lektion in einer toten Sprache) wurde von Janusz Majewski 1979 verfilmt.

## Bibliografie
- Hans-Peter Hoelscher-Obermaier
- Hans-Peter Hoelscher-Obermaier: Andrzej Kuśniewicz' synkretistische Romanpoetik.  Universität München, Dissertation 1987/88.  ISBN 3-87690-396-3
- Andrzej Kuśniewicz: Tierkreiszeichen. Aus den Polnischen übersetzt von Renate Schmidgal. Frankfurt am Main, Suhrkamp, 1991. ISBN 3-518-40400-8
- Andrzej Kuśniewicz: König beider Sizilien. Aus den Polnischen übersetzt von Klaus Staemmler.  Frankfurt am Main, Fischer-Taschenbuch-Verlag, 1983. ISBN 3-596-25758-1
- Andrzej Kuśniewicz. Lektion in einer toten Sprache. Aus dem Polnischen übersetzt von Klaus Staemmler. Frankfurt am Main, Suhrkamp, 1987, ISBN 3-518-01963-5